# San Martín de Amarante
Amarante (llamada oficialmente San Martiño de Amarante) es una parroquia española del municipio de Antas de Ulla, en la provincia de Lugo, Galicia.

## Otras denominaciones
La parroquia también es conocida por el nombre de San Martín de Amarante.

## Organización territorial
La parroquia está formada por cuatro entidades de población:

### Entidades de población
Entidades de población que forman parte de la parroquia:
- Fontelo
- Ludeiro
- San Martiño de Carrasco (San Martiño do Carrasco)

### Despoblado
Despoblado que forma parte de la parroquia:
- Santo Tomé (San Tomé)

## Demografía
| Gráfica de evolución demográfica de Amarante entre 2000 y 2019 |
|                                                                |
| Datos según el nomenclátor publicado por el INE.               |